# Ossa (mc)

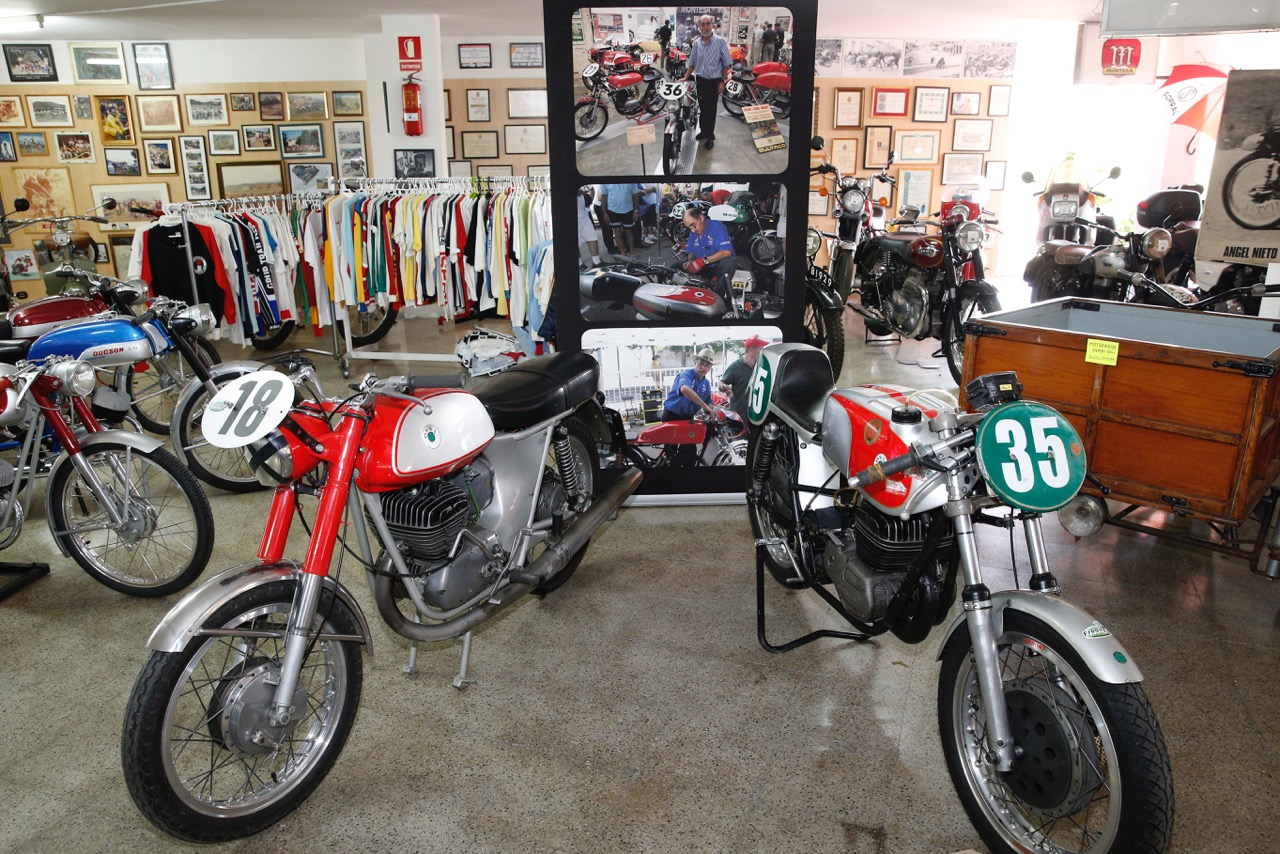
Två Ossa-motorcyklar uppställda på Museu Isern de la Moto i Spanien.

Ossa, spansk motorcykelfabrik som tillverkade motorcyklar från 1949 till 1985. Ossa grundades av Manuel Giro som tidigare med framgång tillverkat filmprojektorer i huvudsak för den spanska marknaden. 
1950- och 1960-talsmodellerna av motorcyklar var i huvudsak enkla encylindriga 2-takts bruksmaskiner avsedda för den inhemska marknaden. Under Francotiden var den inhemska marknaden skyddad så någon större produktutveckling var inte nödvändig. Det sena 1960-talet och tidiga 1970-talet var Ossas storhetstid med stor export till Europa men främst till USA.
Det stora intresset för offroadkörning gjorde att Ossa tog fram motocross-,  enduro- och trialmaskiner av världsklass. Även i roadracing tävlade man med framgång och var ytterst nära att vinna VM i 250cc 1970 då toppföraren Santiago Herrero förolyckades på Isle of Man.
Under det sena 1970-talet blev konkurrensen från Japan alltför stark. Det fanns inte pengar för att utveckla nya konkurrenskraftiga modeller. Under de sista åren drevs fabriken som ett arbetarkollektiv innan man definitivt fick slå igen 1984.
2010 har fabriken återuppstått och man har lanserat en nykonstruerad trial motorcykel, TRi 280, med en revolutionerande design.